# Canal carpien

Coupe du canal carpien.

Le canal carpien est un canal ostéo-fibreux de communication entre l'avant-bras et la main. Il se situe dans la partie palmaire centrale du poignet. 

## Limites
La face profonde du canal carpien est constitué des os du carpe formant le sillon carpien limité latéralement par les tubercules des faces antérieures du scaphoïde et du trapèze et médialement par l'hamulus de l'os hamatum et le pisiforme.
Le sillon carpien est fermé  superficiellement par le rétinaculum des fléchisseurs qui s'insère médialement sur l'hamulus de l'os hamatum et sur l'os pisiforme et se termine latéralement sur la crête de l'os trapèze et sur le tubercule de l'os scaphoïde.

## Contenu
Le canal carpien forme le passage des quatre tendons du muscle fléchisseur profond des doigts, des quatre tendons du muscle fléchisseur superficiel des doigts et du tendon du muscle long fléchisseur du pouce. Les tendons sont protégés par les gaines tendineuses carpiennes palmaires.
Les tendons des fléchisseurs superficiel et profond des doigts traversent une gaine ulnaire commune, tandis que le tendon du long fléchisseur du pouce traverse une gaine radiale séparée. 
Entre les tendons du long fléchisseur du pouce et les tendons des fléchisseurs superficiel et profond passe le nerf médian.

## Rapport
Superficiellement et médialement se trouve le canal ulnaire et latéralement le tendon du muscle fléchisseur radial du carpe.

## Anatomie fonctionnelle
Le canal carpien est la zone de coulissement des tendons fléchisseurs permettant le mouvement des doigts.
Les mouvements du poignet modifient la forme et la largeur du canal carpien.

## Aspect clinique
La section du canal carpien est étroite, la plus étroite étant située à un centimètre au-delà de la ligne médiane de la rangée distale des os du carpe où la section est limitée à 1,6 cm2. Un phénomène inflammatoire peut donc occasionner un rétrécissement du canal et provoquer le syndrome du canal carpien par compression du nerf médian.
Le rétrécissement peut être dû à un trouble musculosquelettique par sollicitation excessive du poignet ou d'autres causes inflammatoires ostéotendineuses comme dans la polyarthrite rhumatoïde.
Il se manifeste par des douleurs et un engourdissement de la zone d'innervation du nerf médian.
Il peut être détecté à l'aide du signe de Tinel et du signe de Phalen.
Son traitement peut être médical par anti-inflammatoire, ou chirurgical par section du rétinaculum des fléchisseurs.

### Remarque
Contrairement à ce qui est généralement supposé dans l'opinion publique, aucun lien n'a pu être mis en évidence entre ce syndrome et l'usage intensif du clavier et de la souris,.